# Ампуломёт

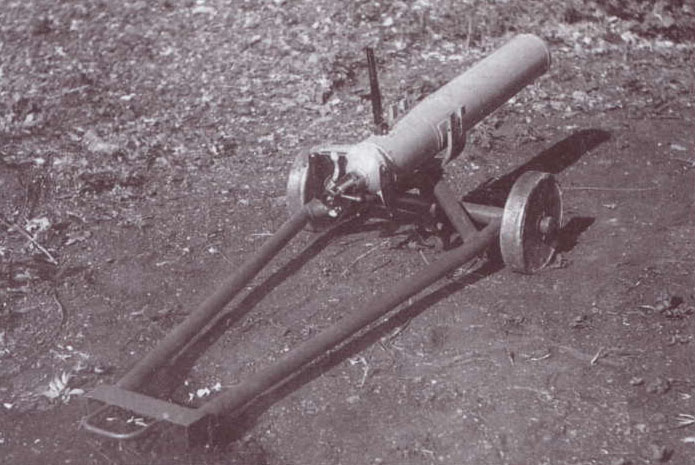
Опытный 125-мм ампуломет в период заводских испытаний, 1940 год

Ампуломёт — историческая разновидность капсульного огнемёта, в которой не имеющая собственного двигателя капсула (ампула) с огнесмесью доставляется к цели при помощи метательного заряда. Ампуломёты применялись в Великую Отечественную войну сухопутными войсками РККА, занимая в их огнемётной системе вооружений промежуточное положение между струйными огнемётами и артиллерийскими орудиями, оснащёнными зажигательными боеприпасами.

## Конструктивные особенности
Конструктивно ампуломёт представляет собой небольшую мортиру низкой баллистики, стреляющую стеклянными или тонкостенными металлическими ампулами сферической формы с самовоспламеняющейся огнесмесью (прорабатывалась также возможность применения кумулятивных боеприпасов). Предназначается для поражения огнём в ближнем бою вражеской техники, а также пехоты противника в окопах и закрытых сооружениях; при этом также происходит ослепление противника образующимся при горении огнесмеси дымом. Состоит из ствола с патронником, затвора, прицельного приспособления и лафета. Метание снаряда осуществляется при помощи холостого ружейного патрона. Максимальная дальность стрельбы из ампуломёта 12 калибра при нормальных углах возвышения составляет 240—250 м, при стрельбе по навесной траектории с большим углом возвышения — 300—350 м; скорострельность такого оружия достигает 6—8 выстрелов в минуту.

## История создания и применения

### Великобритания
После разгрома у Дюнкерка в британской армии осталось лишь 167 противотанковых пушек, таким образом, на фоне угрозы немецкого вторжения срочно потребовалось дешёвое противотанковое средство. Таковым была признана конструкция майора Гарри Нортовера, который предложил простейший гранатомёт, стоящий, по его расчётам, менее 10 фунтов стерлингов. Гранатомёт Нортовера был представлен Уинстону Черчиллю как дешёвое и простое противотанковое средство. После показа Черчилль приказал немедленно запустить гранатомёт в производство.Граната (чаще всего — так называемый «тип 76», бутылка с зажигательной смесью) выстреливалась капсюлем на 100—150 ярдов, то есть до 137 метров. При этом британские войска отзывались об оружии преимущественно негативно из-за ряда недостатков., поэтому им насыщались тыловые части т. н. народного ополчения, созданные для защиты Британии, но и там они вытеснялись более совершенными противотанковыми средствами, такими, как QF 2 pounder.

### СССР
Ампуломёт был разработан в СССР в межвоенный период. 125-мм модель оружия прошла заводские испытания в 1940 и была принята на вооружение в 1941 году, производилась серийно и широко применялась РККА в начальный период Великой Отечественной войны, однако была снята с вооружения в связи с высокой уязвимостью боеприпасов и появлением более совершенных средств борьбы с бронетехникой противника уже в конце 1942 года. Есть данные, что в некоторых воинских частях РККА ампулометы использовались даже в конце 1943 года (см. Инструкция по боевому применению ампулометов 7-й Истребительной бригады 59 Гв. Кавалерийского Полка от 11 ноября 1943 года. Командир бригады подполковник Утихин). В дальнейшем к концепции ампуломёта не возвращались.
Тем не менее, английский ампуломёт уступал советскому по многим параметрам: превышая советский аналог в весе (27.2 килограмма против 8-15), он уступал советскому в дальности стрельбы (100—150 метров против 250—500), а номенклатура боеприпасов, в отличие от советского аналога, включала лишь бутылки с зажигательной смесью и гранаты.
Параллельно с производством 125-мм ампуломёта испытывались 82-мм и 100-мм противотанковые миномёты «Ампуломёт», имевшие идентичную 125-мм модели конструкцию, но предназначенные для ведения огня по настильной траектории кумулятивными минами миномётного типа. Помимо этого, были созданы также кумулятивные противотанковые мины для серийной модели. Данные образцы оружия и боеприпасов на вооружение не поступали.

## Аналоги
Одним из ближайших аналогов ампуломёта, применявшимся РККА, является бутылкомёт — винтовка с установленной на ней дульной мортиркой для стрельбы гранатами и метания ампул и бутылок с зажигательной смесью.